# Médillac
Médillac ist eine französische Gemeinde mit 151 Einwohnern (Stand: 1. Januar 2022) im Département Charente in der Region Nouvelle-Aquitaine. Die Gemeinde gehört zum Arrondissement Angoulême, zum Kanton Tude-et-Lavalette und zum 2017 gegründeten Gemeindeverband Lavalette Tude Dronne. Die Einwohner werden Médillacais genannt.

## Geografie
Médillac liegt im Süden der historischen Provinz Angoumois, etwa 47 Kilometer südsüdwestlich von Angoulême. Umgeben wird Médillac von den Nachbargemeinden Rioux-Martin im Norden und Nordwesten, Saint-Avit im Nordosten, Bazac im Osten, Parcoul-Chenaud im Osten und Südosten, Saint-Aigulin im Süden und Südwesten sowie La Genétouze im Westen.

## Bevölkerungsentwicklung
| Jahr                      | 1962 | 1968 | 1975 | 1982 | 1990 | 1999 | 2006 | 2013 |
| Einwohner                 | 266  | 234  | 209  | 204  | 177  | 168  | 158  | 158  |
| Quelle: Cassini und INSEE |      |      |      |      |      |      |      |      |

## Sehenswürdigkeiten
- Kirche Saint-Laurent aus dem 12. Jahrhundert, Umbauten aus dem 15. Jahrhundert, seit 1970 Monument historique

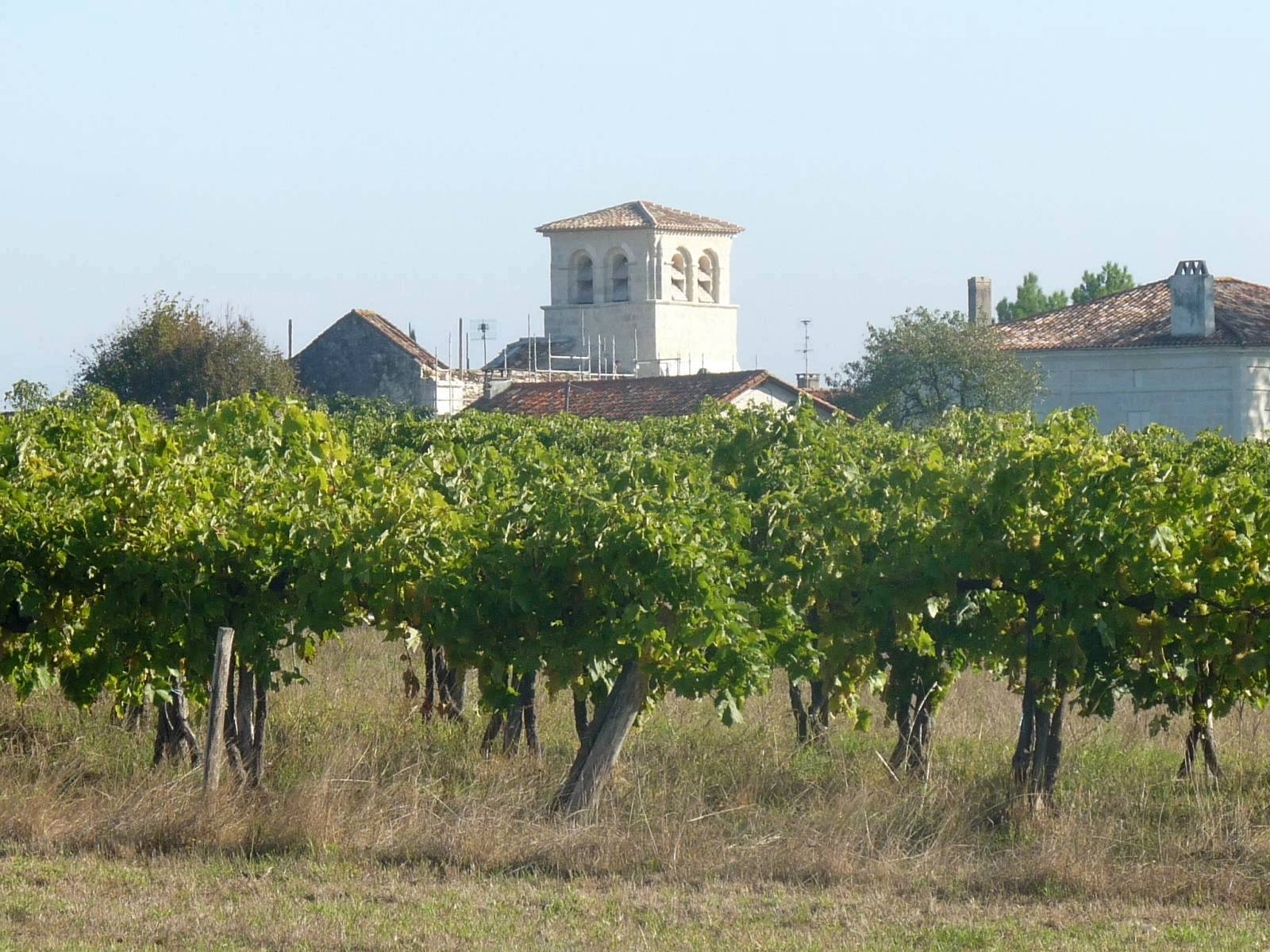
Kirche Saint-Laurent